# Krajiška Kutinica
Krajiška Kutinica is een plaats in de gemeente Kutina in de Kroatische provincie Sisak-Moslavina. De plaats telt 85 inwoners (2001).